# La squadra infernale
La squadra infernale (Posse from Hell) è un film del 1961 diretto da Herbert Coleman.
È un film western statunitense con Audie Murphy, John Saxon e Zohra Lampert. È basato sul romanzo del 1958 Posse from Hell di Clair Huffaker.

## Produzione
Il film, diretto da Herbert Coleman su una sceneggiatura e un soggetto di Clair Huffaker (autore del romanzo), fu prodotto da Gordon Kay per la Universal International Pictures e girato nelle Olancha Dunes a Olancha, nel 20th Century Fox Ranch a Calabasas e nelle Alabama Hills a Lone Pine, in California.

## Distribuzione
Il film fu distribuito con il titolo Posse from Hell negli Stati Uniti dal 1º maggio 1961 al cinema dalla Universal Pictures.
Alcune delle uscite internazionali sono state:
- in Austria nell'agosto del 1961 (Die gnadenlosen Vier)
- in Germania Ovest nell'agosto del 1961 (Die gnadenlosen Vier)
- in Francia il 9 agosto 1961 (Les cavaliers de l'enfer)
- in Finlandia il 29 settembre 1961 (Lännen nopein ase e Neljä armotonta miestä)
- in Brasile (Quadrilha do Inferno)
- in Grecia (To apospasma tis Kolaseos)
- in Italia (La squadra infernale)

## Promozione
Le tagline sono:
- "Two steel-nerved and two-fisted men take apart a gang of gun-mad killers who had looted the whole Southwest!".
- "Together They Team Up As An Avenging Posse From Hell! Only A Posse From Hell Could Stop The Gun-Mad Spawn Of The Devil!".

## Critica
Secondo il Morandini "dopo un primo periodo di successo, Murphy si ridusse a fare western di routine con una limitata gamma di ruoli". Secondo Leonard Maltin il film è "fatto su misura per Murphy" e risulta "sorprendentemente meditato e ben scritto".